# ARM Cortex-A53
ARM Cortex-A53是最早实现ARMv8-A 64位指令集的两个微架构之一，由ARM控股的剑桥设计中心设计。Cortex-A53是一个雙路解码的超标量处理器，能够双重发送一些指令。它于2012年10月30日发布，由ARM作为更强大的Cortex-A57微架构的一个独立、更节能的替代方案，或在big.LITTLE配置中与更强大的微架构一起使用。